# Tân Hưng, Hải Phòng
Tân Hưng là một phường thuộc thành phố Hải Phòng, Việt Nam.

## Địa lý
Phường Tân Hưng có vị trí địa lý:
- Phía bắc giáp phường Hải Dương.
- Phía nam giáp xã Gia Lộc và xã Đại Sơn.
- Phía đông giáp phường Nam Đồng với ranh giới tự nhiên là sông Thái Bình.
- Phía tây giáp phường Lê Thanh Nghị và phường Thạch Khôi.

## Lịch sử
Trước đây, Tân Hưng là một xã thuộc huyện Gia Lộc.
Ngày 19 tháng 3 năm 2008, xã Tân Hưng được sáp nhập vào thành phố Hải Dương.
Ngày 16 tháng 10 năm 2019, Ủy ban Thường vụ Quốc hội ban hành Nghị quyết số 788/NQ-UBTVQH14 về việc sắp xếp các đơn vị hành chính cấp huyện, cấp xã thuộc tỉnh Hải Dương (nghị quyết có hiệu lực từ ngày 1 tháng 12 năm 2019). Theo đó:
- Điều chỉnh 5,13 ha diện tích tự nhiên của phường Hải Tân; 4,49 ha diện tích tự nhiên và 13 người của phường Thạch Khôi về xã Tân Hưng
- Điều chỉnh 0,2 ha diện tích tự nhiên của xã Tân Hưng về phường Hải Tân
- Điều chỉnh 18,58 ha diện tích tự nhiên và 5 người của xã Tân Hưng về phường Thạch Khôi
- Thành lập phường Tân Hưng trên cơ sở toàn bộ 5,00 km² diện tích tự nhiên và 8.664 người của xã Tân Hưng sau khi điều chỉnh địa giới hành chính.

Ngày 12 tháng 6 năm 2025, Quốc hội ban hành Nghị quyết số 202/2025/QH15 về việc sắp xếp đơn vị hành chính cấp tỉnh (nghị quyết có hiệu lực từ ngày 12 tháng 6 năm 2025). Theo đó, sáp nhập tỉnh Hải Dương vào thành phố Hải Phòng. Phường Tân Hưng thuộc thành phố Hải Phòng.
Ngày 16 tháng 6 năm 2025, Ủy ban Thường vụ Quốc hội bàn hành Nghị quyết sắp xếp các đơn vị hành chính cấp xã thuộc thành phố Hải Phòng năm 2025. Theo đó, sắp xếp toàn bộ diện tích tự nhiên, quy mô dân số của phường Hải Tân, phường Tân Hưng, xã Ngọc Sơn và một phần diện tích tự nhiên, quy mô dân số của phường Trần Phú thành phường mới có tên gọi là phường Tân Hưng.
Căn cứ theo đề án sắp xếp đơn vị hành chính cấp xã của thành phố Hải Phòng năm 2025, phường Tân Hưng được thành lập từ:
- Toàn bộ diện tích tự nhiên là 4,12 km², quy mô dân số là 19.696 người của phường Hải Tân;
- Toàn bộ diện tích tự nhiên là 5,02 km², quy mô dân số là 9.138 người của phường Tân Hưng;
- Toàn bộ diện tích tự nhiên là 4,87 km², quy mô dân số là 8.447 người của xã Ngọc Sơn;
- Một phần diện tích tự nhiên là 0,17 km², quy mô dân số là 1.513 người của phường Trần Phú.

Phường Tân Hưng có diện tích là 14,18 km² (đạt 257,77% so với tiêu chuẩn) và quy mô dân số là 38.794 người (đạt 184,73% so với tiêu chuẩn).

## Hành chính
Phường Tân Hưng trước kia được chia thành 7 khu dân cư: Bảo Thái, Cương Xá, Đông Quan, Khuê Liễu, Khuê Triền, Liễu Tràng, Thanh Liễu.
Các làng cũ tương ứng với các khu dân cư:
- Thanh Liễu: làng Sinh, tên trước đó là Hồng Lục hoặc Hồng Liễu
- Khuê Liễu: làng Sếu
- Khương Xá: làng Cương (nôm na dân gian gọi là Cương còn tên chính thức ghi trên Hán tự là Khương Xá, vốn là một làng thuộc xã Đông Liễu trước năm 1945)
- Bảo Thái: làng Rẫy (vốn cũng thuộc xã Đông Liễu)
- Đông Quan: làng Sọ
- Liễu Tràng: làng Tràng
- Khuê Triền: làng Triền.

## Văn hóa
Đình Đông Quan: là một làng cổ có từ thời nhà Đinh. Đình làng Đông Quan hay đình Sọ thờ vị tướng nhà Đinh có công theo Đinh Bộ Lĩnh đánh dẹp loạn 12 sứ quân, lập ra nhà nước Đại Cồ Việt trong lịch sử Việt Nam.